# 菲利普·希提
菲利普·扈利·希提（阿拉伯语：‎，羅馬化：Philip Khuri Hitti；1886年6月22日—1978年12月24日），出生于黎巴嫩，后移居美国，曾任美国普林斯顿大学闪米特语文学教授和东语系主任。著有《阿拉伯通史》等书。
1946年，希提成為英美巴勒斯坦調查委員會的第一位黎巴嫩裔美國證人。 該委員會的美國成員巴特利·克拉姆回憶道
希提……解釋說，實際上不存在巴勒斯坦這樣的實體──從來沒有； 它在歷史上是敘利亞的一部分，「主日學對我們造成了很大的傷害，因為他們在教室的牆上掛滿了巴勒斯坦地圖，在普通美國人和英國人的心目中，他們將巴勒斯坦與猶太人聯繫起來。”
他將巴勒斯坦的歷史追溯到7000年前。他說，自古以來，這裡都是阿拉伯人的古老家園。他斷言，猶太復國主義在道德、歷史和實踐上都是站不住腳、不可行的。 這是一種強加給阿拉伯人的外來生活方式，他們對此感到不滿，並且永遠不會屈服。